# Félix Torres Jiménez
Félix Yordano Torres Jiménez (Limón, Costa Rica, 28 de marzo de 1991) es un futbolista costarricense que se desempeña como mediocampista y actualmente milita en Limón FC de la Primera División de Costa Rica.

## Trayectoria
Félix Torres ha militado en equipos como Juventud Escazuceña y Municipal Grecia en la Segunda División de Costa Rica, dado su buen rendimiento en el Torneo Apertura 2015 con los griegos, Torres fue fichado por Limón FC.

## Estadísticas

### Clubes
| Club                          | Temporada           | Liga  | Liga  | Copas Nacionales * | Copas Nacionales * | Copas Internacionales ** | Copas Internacionales ** | Total | Total |
| Club                          | Temporada           | Part. | Goles | Part.              | Goles              | Part.                    | Goles                    | Part. | Goles |
| ----------------------------- | ------------------- | ----- | ----- | ------------------ | ------------------ | ------------------------ | ------------------------ | ----- | ----- |
| Escazuceña · Costa Rica       | ??                  | 0     | 0     | 0                  | 0                  | 0                        | 0                        | 0     | 0     |
| Escazuceña · Costa Rica       | Total               | 0     | 0     | 0                  | 0                  | 0                        | 0                        | 0     | 0     |
| Municipal Grecia · Costa Rica | 2015                | 0     | 0     | 0                  | 0                  | 0                        | 0                        | 0     | 0     |
| Municipal Grecia · Costa Rica | Total               | 0     | 0     | 0                  | 0                  | 0                        | 0                        | 0     | 0     |
| Limón FC · Costa Rica         | 2016 - Act.         | 0     | 0     | 0                  | 0                  | 0                        | 0                        | 0     | 0     |
| Limón FC · Costa Rica         | Total               | 0     | 0     | 0                  | 0                  | 0                        | 0                        | 0     | 0     |
| Total en su carrera           | Total en su carrera | 0     | 0     | 0                  | 0                  | 0                        | 0                        | 0     | 0     |